# Orús (Arieja)
Orús (en francès Orus) és un municipi francès, situat a la regió d'Occitània, departament de l'Arieja.